# Exhyalanthrax muscarius
Exhyalanthrax muscarius är en tvåvingeart som först beskrevs av Peter Simon Pallas 1818.  Exhyalanthrax muscarius ingår i släktet Exhyalanthrax och familjen svävflugor. Inga underarter finns listade i Catalogue of Life.